# Bombus alagesianus
Bombus alagesianus (saknar svenskt namn) är en insekt i överfamiljen bin (Apoidea) och släktet humlor (Bombus) som lever i Sydväst- och Centralasien.

## Taxonomi
Taxonomin är omstridd; många forskare erkänner inte arten, utan betraktar den som en synonym till Bombus keriensis. Åtminstone P. Williams redogör för en modifierad åsikt i den fem år senare utgivna rapporten "Widespread polytypic species or complexes of local species? Revising bumblebees of the subgenus Melanobombus world-wide (Hymenoptera, Apidae, Bombus)". Även Pierre Rasmont och Stéphanie Iserbyt listar den i Atlas Hymenoptera som egen art; samma gör Integrated Taxonomic Information System (ITIS). Forskare från Natural History Museum utesluter inte att den asiatiska formen av taxonet B. alagesianus kan vara en separat art.

## Beskrivning
Bombus alagesianus har övervägande svart huvud, blek mellankropp med ett svart tvärband i höjd med vingfästena, tergit 1 till 2 gul till vit, tergit 3 svart, och tergit 4 till 5 orangeröd. Kroppslängden är 17 till 20 mm hos drottningarna, 9 till 14 mm hos arbetarna, och 9 till 11 mm hos hanarna.

## Ekologi
Humlan är en bergsart, som finns på alpina högstäpper med sparsam vegatation och sent kvarliggande snö. I Turkiet finns den från 1 800 till 3 000 m, vanligtvis dock över 2 500 m.

## Utbredning
Bombus alagesianus finns i Turkiet (Anatolien), Armenien, Azerbajdzjan, Georgien, ryska Kaukasus, norra Iran, Mongoliets berg, Pamir och Alajbergen.